# コンピエンガ県
コンピエンガ県（コンピエンガけん、フランス語: Kompienga）はブルキナファソの県。県都はパマ。
県内にコンピエンガダムがある。

## 下位行政区画

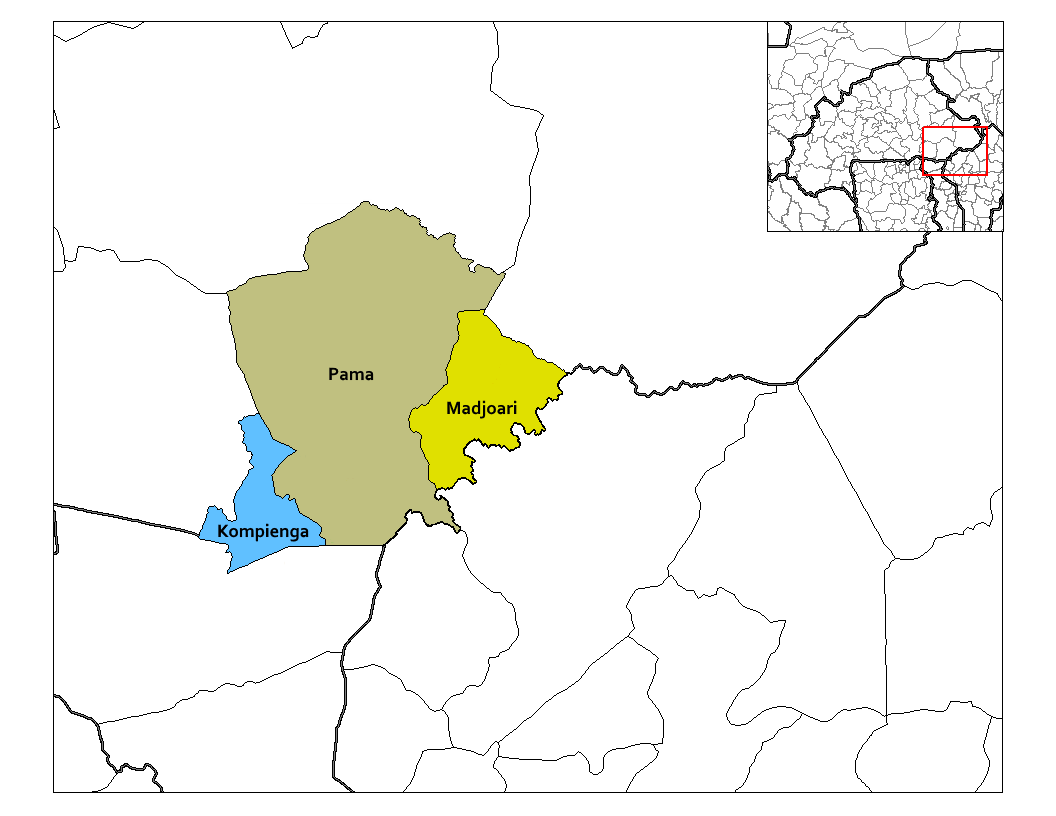
コンピエンガ県の郡

- コンピエンガ郡（英語版）
- マジョアーリ郡（英語版）
- パマ郡（英語版）

## 隣接する県
- グルマ県
- タポア県
- アタコラ県
- サバナ州
- クルペロゴ県